# Citizen Steely Dan
Albums de Steely Dan
Do It Again
(1987) Remastered Then and Now
(1993)
Citizen Steely Dan (1993) est un coffret de quatre CD compilant des chansons du groupe de  rock américain Steely Dan.
Ce coffret présente une compilation de tous les albums studios de Steely Dan (parus jusque 1980) dans l'ordre chronologique, et contient également quelques raretés : la chanson FM (en) (parue originellement sur la bande originale du film du même nom), une version live du titre Bodhisattva (parue originellement en face B du single de 1980 Hey Nineteen), la chanson Here At The Western World (enregistrée en 1976 lors des sessions de l'album The Royal Scam et parue sur la compilation Greatest Hits de 1978), et une version démo de la chanson Everyone's Gone to the Movies (dont la version finalisée se trouve sur l'album Katy Lied paru en 1975).
Jusqu'à 1998, ce coffret était le seul moyen de posséder les versions remasterisées des albums de Steely Dan. Cependant, parce que les albums ont été répartis irrégulièrement parmi les disques du coffret (et dans certains cas avec l'ordre des pistes changé), les versions individuelles des albums studio remasterisés ont été publiées en 1998, mais sans aucun titre bonus.

## Titres de l’album
Toutes les compositions sont de Walter Becker et Donald Fagen sauf indication contraire.
La répartition des titres sur les quatre disques du coffret est la suivante :
- Disque 1: Can't Buy a Thrill (pistes 1-10), Countdown to Ecstasy (pistes 11-16)
- Disque 2: Countdown to Ecstasy (pistes 1-2), Pretzel Logic (pistes 3-13), face B de single (piste 14), Katy Lied (pistes 15-21)
- Disque 3: Katy Lied (pistes 1-3), The Royal Scam (pistes 4-12), chanson inédite (piste 13), Aja (pistes 14-16)
- Disque 4: Aja (pistes 1-4), chanson de la trame sonore du film FM (en) (piste 5), Gaucho (pistes 6-12), démo inédite (piste 13)

### Disque 1
1. Do It Again - 5:56
2. Dirty Work (en) - 3:08
3. Kings - 3:45
4. Midnight Cruiser - 4:08
5. Only a Fool Would Say That - 2:57
6. Reelin' in the Years (en) - 4:37
7. Fire in the Hole - 3:28
8. Brooklyn (Owes the Charmer Under Me) - 4:21
9. Change of the Guard - 3:39
10. Turn That Heartbeat over Again - 4:58
11. Bodhisattva - 5:19
12. Razor Boy - 3:11
13. The Boston Rag - 5:40
14. Your Gold Teeth - 7:02
15. Show Biz Kids (en) - 5:25
16. My Old School - 5:47

### Disque 2
1. King of the World - 5:04
2. Pearl of the Quarter - 3:50
3. Rikki Don't Lose That Number (en) - 4:30
4. Night by Night - 3:36
5. Any Major Dude Will Tell You (en) - 3:05
6. Barrytown - 3:17
7. East St. Louis Toodle-Oo (Duke Ellington, Bubber Miley) - 2:45
8. Parker's Band - 2:36
9. Through With Buzz - 1:30
10. Pretzel Logic (en) - 4:28
11. With a Gun - 2:15
12. Charlie Freak - 2:41
13. Monkey in Your Soul - 2:31
14. Bodhisattva (live) - 7:41
15. Black Friday – 3:33
16. Bad Sneakers (en) – 3:16
17. Rose Darling – 2:59
18. Daddy Don't Live in That New York City No More – 3:12
19. Doctor Wu – 3:59
20. Everyone's Gone to the Movies – 3:41
21. Chain Lightning – 2:57

### Disque 3
1. Your Gold Teeth II – 4:12
2. Any World (That I'm Welcome To) – 3:56
3. Throw Back the Little Ones – 3:11
4. Kid Charlemagne – 4:38
5. The Caves of Altamira – 3:33
6. Don't Take Me Alive – 4:16
7. Sign in Stranger – 4:23
8. The Fez (Becker, Fagen, Paul Griffin) – 4:01
9. Green Earrings – 4:05
10. Haitian Divorce – 5:51
11. Everything You Did – 3:55
12. The Royal Scam – 6:30
13. Here at the Western World - 4:00
14. Black Cow – 5:10
15. Aja (en) – 7:57
16. Peg (en) – 3:57

### Disque 4
1. Deacon Blues – 7:33
2. Home at Last – 5:34
3. I Got the News – 5:06
4. Josie – 4:33
5. FM (No Static at All) (en) – 5:05
6. Babylon Sisters - 5:49
7. Hey Nineteen - 5:06
8. Glamour Profession - 7:28
9. Gaucho (Becker, Fagen, Keith Jarrett) - 5:30
10. Time Out of Mind - 4:11
11. My Rival - 4:30
12. Third World Man - 5:14
13. Everyone's Gone to the Movies - Version démo– 3:57